# 松平定永

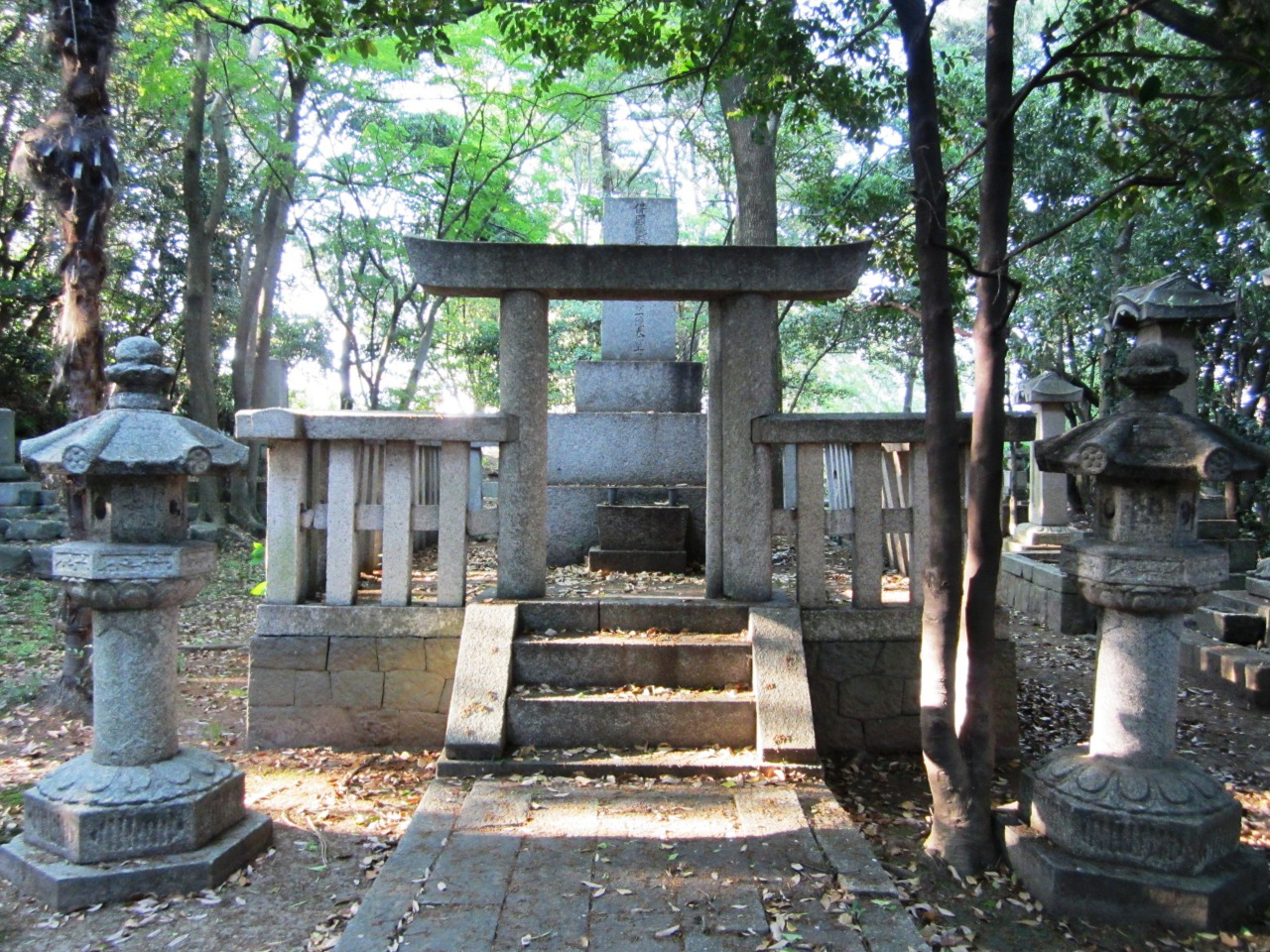
松平定永の墓（照源寺）

松平 定永（まつだいら さだなが）は、江戸時代後期の大名。陸奥国白河藩の第4代藩主、のち伊勢国桑名藩の初代藩主。定綱系久松松平家10代。官位は従四位下・左近衛権少将、式部大輔。

## 生涯
白河藩主・松平定信と正室の隼姫の子として、江戸城西ノ丸邸で生まれ、幼名を太郎丸と名付けられた。わずか11日前に生まれた兄（のちの真田幸貫）がいたが、こちらは側室の子であったため、次郎丸と名付けられて次男として扱われ、正室の子である太郎丸（定永）が長子・嫡男とされた。
文化9年（1812年）に父の隠居に伴い家督を相続した。溜間詰。
文政6年（1823年）3月24日、定永を桑名へ、桑名の松平忠堯を武蔵国忍へ、忍の阿部銕丸を白河へ移す三方領替えが命じられた。これは隠居してなお存命だった父・定信が父祖の地に国替えしたいという希望によったとされている。しかし異説として、2年前の文政4年（1821年）、当時白河藩に命じられていた江戸湾警備の負担に耐え切れなくなった定永は、江戸湾に近くほぼ同規模の下総国佐倉藩への転封を申し入れて佐倉藩主堀田正愛と紛争になっており、その懲罰として定永を桑名に移す代わりに白河藩の後任として佐倉藩に江戸湾警備を引き受けさせたとする説もある。
桑名に移った定永は、白河時代の1万4000両に加えて転封によって新たに借財9万両を抱え、10万4000両の借財で苦しむ藩財政を再建するため、文政7年（1824年）から10年間の期限で家臣の知行削減を行なった。しかし折り悪く、江戸上屋敷の類焼やお手伝い普請で藩財政は好転の兆しを全く見せず、大坂商人からの借財や御用金などで急場をしのいでいる。天保8年（1837年）には藩の飛び地があった越後柏崎の陣屋が生田万の乱に巻き込まれ、死者を出しながらかろうじて鎮圧するなど、多難な藩政が続く中で天保9年（1838年）10月に江戸で死去した。享年48。家督は長男の定和が継いだ。

## 経歴
- 1791年（寛政3年）：誕生。
- 1812年（文化9年）：白河藩主（4月6日）
- 1823年（文政6年）：桑名に国替（3月24日）
- 1838年（天保9年）：死去、享年48。

## 血筋
松平定綱の直系ではないが、生母の隼姫が定綱の兄松平定行や伯父松平康元の血を引く。
- 松平定行―松平定頼……松平定儀―酒井忠用室―加藤泰武室―隼姫
  - 松平定頼―酒井忠直室―酒井忠稠……酒井忠用―加藤泰武室―隼姫
- 松平康元―岡部長盛継室―加藤泰興室―加藤泰義……加藤泰武―隼姫

## 系譜
父母
- 松平定信（父）
- 隼姫 - 加藤泰武の娘（母）

正室
- 綱姫 - 順承院、蜂須賀治昭娘

側室
- 随真院

子女
- 松平定和（次男）生母は綱姫（正室）
- 板倉勝静（八男）生母は随真院（側室）
- 土岐頼之（十男）
- 松平近説（十一男）
- 石川総禄正室 - のち九鬼隆都継々室